# Neu Asen Land
Neu Asen Land ist das 7. Album von Bergthron. Es erschien 2025 unter dem Label VD Productions (begleitet vom Label Trollzorn) im Eigenvertrieb und wird den Genres Progressive Metal, Pagan Metal zugerechnet.

## Entstehungsgeschichte
Nach Expedition Autarktis legte die Band 2013 eine 10-jährige Pause ein, da man nach dem Album zwar wieder neue Lieder geschrieben hatte, die aber in ähnlichem Stil waren. Den Interviews zufolge war das der Band zu vorhersehbar und man entschloss sich erstmal genug Abstand zur bisherigen Musik zu gewinnen.

## Titelliste
1. Skandinavische Expansion «Eismeerflotte RGNRØK» – 1:33
2. Aufbruch nach Neu Asen Land «Von Pol zu Pol» – 5:54
3. ««« SOG »»» – 4:28
4. Horizont in Flammen «Sólfeuer’s Fall» – 7:33
5. Schiffbruch im Sonnengrab «Wrackmente» – 2:30
6. Gefangene der Polarnacht «In Nacht und Eis» – 5:57
7. Skaldenruhm erstarrt in Zeit «Arktischer Sarkophag» – 4:05

Alle Texte und Musik wurden von Bergthron geschrieben.

## Rezeption
Das Album erhielt international größtenteils gute bis sehr gute Kritiken. Bei CoreAndCo erhielt das Album 9,75 von 10 Punkten.

„diese 32 Minuten Musik anders sind als alles, was wir normalerweise hören, und sich von aktuellen Standards und äußeren Einflüssen abheben. ... „Neu Asen Land“ sollte als eine Reise verstanden werden, als eine Suche nach einem musikalischen Ideal, das sich denen entzieht, die versuchen, es zu erreichen. Es handelt sich um eine Expedition von Künstlern, die keinem äußeren Druck ausgesetzt sind und ihre Freiheit einfordern. Bergthron ist eine seltene Band, die sich einer traditionellen Analyse entzieht, aber gerade diese Einzigartigkeit ermöglicht es ihr, eine treue Fangemeinde aus Liebhabern seltsamer und ungewöhnlicher Musik zu haben.“

Bei powermetal.de wurden 9 von 10 Punkten verliehen.

„Geheimnisvoller geht es kaum! ... Vergleichbare Entwicklungen kennen wir von Bands wie ULVER (die Band ist nun endgültig im Elektronischen angekommen) oder ENSLAVED (hier scheinen zumindest noch die Viking-Wurzeln durch). ... In jedem Fall untermauert BERGTHRON mit dem neuesten Werk den Anspruch, zu den führenden deutschen Pagan-Metal-Bands zu gehören, wenn diese Genrezuordnung überhaupt noch passt. Das Album klingt gleichermaßen frisch und modern und versprüht dennoch ein einzigartige Nostalgie. Es schlägt eine Brücke zwischen dem Pagan-Sound des auslaufenden 20. Jahrhunderts und den Hörgewohnheiten, Grenzverschiebungen und experimentellen Erweiterungen des(/r) Genres in den vergangenen drei Jahrzehnten.“

Ebenfalls neun von zehn Punkten erhielt das Album bei metal-temple.com.

“The band’s shows some technical complexity on its instrumental lines, as well as some shifts on the vocals’ tunes. It’s really a very good work, full of energy and savage. ... BEGTHRON deserves applause for “Neu Asen Land”, but they deserve that you expend sometime listening to it.”

Auch bei metal-digest.com wurden dem Album neun von zehn Punkten vergeben.

“This is a fantastic piece of progressive black metal which isn’t afraid to bring in elements of serene atmosphere before whipping the mat out from underneath with some blackened hardcore or more eccentric avant-garde passages. However, this is not an easy album to like, and it does take multiple listens to even get used to. Yet, with perseverance, ‘Neu Asen Land’ unveils different layers which show this album is a fantastic piece of black metal.”

Bei Rock Hard erhielt das Album 8,5 von 10 Punkten.

„dabei aber fast gänzlich weg vom Extrem-Metal unter Hinwendung zu einem entrückten, relaxten, leicht verschachtelten und verdrehten Rock bis Metal mit zum Sujet passend kühler, nachhallender Gitarre und etwas kalter Elektronik ... Letzteres steht in interessantem Kontrast zum seltsamen atmosphärischen Zauber des Ganzen, und auch der Magie einiger ungemein schöner Gitarrenleads kann man sich kaum entziehen.“